# Christopher Condent
Christopher Condent, né après 1690 et mort en 1770, est un pirate anglais qui dirigea l'immigration des pirates des Caraïbes vers les mers orientales.

## Biographie
Le vrai nom de Christopher Condent est incertain. Il était connu sous les noms de famille Condent, Congdon, Coudon, Condon, Connor ou Condell ; divers prénoms apparaissent également, notamment William, Christopher, Edmond, Edward ou John. Il est souvent connu sous le nom de Christopher Condent, mais peut-être plus communément appelé simplement Billy One-Hand.
Avec son équipage, il quitte New Providence en 1718, lorsque Woodes Rogers y devient gouverneur.
Lors de la traversée de l'Atlantique, un Indien, membre de l'équipage, qui était violemment battu et maltraité, a menacé d'incendier le stock de poudre à canon. Christopher Condent intervient alors et lui tire une balle en plein visage. L'équipage aurait ensuite débité le corps en pièces ; Christopher Condent aurait ouvert la poitrine, arraché puis fait cuire le cœur avant de le manger.
Plus tard au cours du voyage, ils captureront un navire marchand. La moitié de l'équipage choisit alors de repartir, l'autre moitié choisit Christopher Condent pour capitaine.
Arrivés aux îles du Cap-Vert, ils capturent un navire portugais transportant du vin, un groupe de petites embarcations et un bâtiment de guerre hollandais. Christopher Condent garde le navire hollandais et le baptise Flying Dragon (le Dragon Volant) ou Fiery Dragon (Dragon Fougueux).
Le Flying Dragon poursuit sa route, passe à proximité de la côte brésilienne et capture çà et là quelques navires, Christopher Condent torture au passage quelques prisonniers portugais en leur coupant les oreilles et le nez.
Christopher Condent continue les pillages le long des côtes africaines. En juin ou juillet 1719, il atteint Madagascar. Alors qu'il fait escale à Sainte-Marie, il recrute quelques anciens membres d'équipage de John Halsey.
Il arpentera la Mer Rouge et les côtes indiennes pendant environ un an. En 1720, près de Bombay, le Flying Dragon capture un énorme navire arabe transportant une quantité considérable de trésors et de richesses, d'une valeur de 150 000 livres sterling. Afin de ne pas échauffer davantage la Compagnie anglaise des Indes orientales, Christopher Condent ordonne à ses hommes de ne pas brutaliser l'équipage et les passagers.
Ils retournent alors à Sainte-Marie et partagent le butin (environ 3 000 livres sterling par personne).
En 1721, le flibustier et 40 de ses hommes se rendent sur l'Île Bourbon et y négocient une amnistie avec le gouverneur français de l'Île, Joseph de Beauvollier. En échange, ils coulent leur navire, Fiery Dragon, dans la baie d'Ambodifototra à Madagascar, non sans emporter une partie de leur butin auparavant. Une vingtaine d'hommes s'installent sur l'ïle Bourbon, mais Christopher Condent part quant à lui pour la France, à Port-Louis dans le Morbihan. Il y accoste longuement avec pour but de renoncer définitivement à la piraterie. Il se marie avec une française, la belle-sœur du gouverneur Beauvollier[réf. nécessaire], et y devient maître de barques au cabotage, transportant de simples marchandises d'un port de l'Atlantique, à un autre. Il y deviendra un riche marchand[réf. nécessaire].
Plusieurs autres pirates suivront le chemin ouvert par Christopher Condent de New Providence à Madagascar, comme Edward England et John Taylor sur leur navire Pearl.

## Hommages
- Une espèce d'Insecte Coléoptère de la famille des Histeridae: Halacritus condenti, décrite dans les Comores à Moheli et citée dans les rivages de l'océan Indien occidental[6] lui a été dédiée par l'entomologiste français Yves Gomy en 1989[7].
- Il est cité dans le jeu Uncharted 4: A Thief's End[8].